# 安邑縣
安邑縣，秦代置县，最早的治所即今山西省夏縣西北的魏国早期都城——安邑。
汉朝，属河东郡。北魏神䴥元年（428年），北魏政权别置南安邑城。当代研究者认为，这是北魏与赫连氏的战争中，北魏出于军事目的，试图巩固战果的措施。太和十一年（487年），正式设立南安邑縣:26、北安邑縣。太和十八年（494年），北安邑縣改名夏县。隋朝时，南安邑縣改名安邑縣，治所即今山西省運城縣東北安邑。唐朝至德二年（757年）改名虞邑縣，大曆四年（769年）復為安邑縣。元末，政府因管理盐业之故，在县境的潞村设司筑城，即运城。明清，运城政务自成体系，独立运作。清代，安邑縣屬解州直隸州。中华民国初年，全国废州，直属山西省。
1947年4月起，中国人民解放军发起运城战役，开始了三打运城。而晋冀鲁豫野战军第4纵队和太岳军区部队自4月起，即陆续攻占今运城市境内的各县。安邑县是最后一座未“解放”的县城。12月28日，解放军攻占运城。29日，西北野战军第2纵队围困安邑县城。中华民国政府任命的安邑县长张毓桐率部逃跑。31日，解放军消灭出逃敌军。至此，中共政权取得运城全境。
1955年移治今運城縣。1958年併入運城縣。